# Соломенная шляпка (фильм, 1927)
«Соломенная шляпка» (фр. Un chapeau de paille d'ltalie, 1927) — французский художественный фильм Рене Клера по одноимённому водевилю Эжен Мари Лабиша и Марк-Мишеля. Картину, во многом показавшую и предопределившую индивидуальные особенности стиля режиссёра, относят к лучшим работам «немого» периода его творчества.

## Сюжет
Париж, 1895 год. Действие происходит в «Прекрасную эпоху», во времена, «когда ещё существовали осиные талии, рукава с буфами и… мелкие буржуа!»
В день своей свадьбы господин Фадинар решил прокатиться по Венсенскому лесу перед свиданием со своей невестой, назначенным в их будущем семейном гнёздышке, но в пути с ним случилась неприятность. Лошадь Фадинара, по его недосмотру, случайно съела соломенную шляпку из итальянской соломки мадам Бопертюи, которая проводила время в лесу с офицером Тавернье. Попытка героя сбежать с «места преступления» успеха не возымела: Анаис, которая боится, что без своей шляпки будет скомпрометирована перед своим мужем, является на квартиру Фадинара в сопровождении своего воинственного ухажёра, где то и дело падает в обморок, а заглядывающему в дверь лакею кажется, что мужчины по очереди обмениваются с ней поцелуями. Офицер угрожает и под страхом смерти требует, чтобы Фадинар немедленно нашёл им новую, точно такую же шляпку из итальянской соломки взамен испорченной. В это же время появляется свадебный кортеж с невестой в сопровождении целой толпы родственников.
Теперь незадачливому жениху, оказавшемуся в щекотливой ситуации, необходимо быстро найти новую шляпку такого же фасона, не вызвав подозрений у будущего тестя и их гостей. Любовник мадам Бопертюи — горячий и вспыльчивый лейтенант Тавернье — требует ускорить поиски шляпки, в противном случае угрожая расстроить свадьбу. Для того чтобы выполнить данную задачу, Фадинару приходится весь день задерживать и сбивать с пути свадебный кортеж с приглашёнными на бракосочетание гостями, озадаченными и недовольными этими проволочками, ожиданием и бесконечными разворотами.
Во время своих поисков заполучив от модистки адрес мадам Бопертюи, которой была недавно продана подобная шляпка, Фадинар направляется к ней с целью добыть её любой ценой, чтобы выпутаться из курьёзной ситуации. Однако он застаёт дома лишь мужа и понимает, что Бопертюи — супруг именно той ветреной красавицы из Венсенского леса и что именно эту шляпку съела его лошадь. Попадая в различные комические ситуации и опасаясь угроз со стороны бравого офицера, Фадинар в конце концов находит среди многочисленных свадебных подарков соломенную шляпку, подаренную глухим дядюшкой Везине и как две капли воды похожую именно на ту, что он и искал: «Остаётся только передать её мадам Бопертюи — и дело в шляпе».

## В ролях
| Актёр            | Роль                   |
| ---------------- | ---------------------- |
| Альбер Прежан    | Фадинар                |
| Гемонд Виталь    | Эмиль Тавернье         |
| Ольга Чехова     | мадам Бопертюи         |
| Джим Джеральд    | Бопертюи               |
| Поль Оливье      | дядюшка Везине         |
| Алекс Аллин      | Феликс, слуга          |
| Марис Майя       | Элен, невеста Фадинара |
| Валентина Тессье | клиентка модистки      |
| Элис Тисо        | кузина                 |
| Вольбер          | мэр города             |
| Алексей Бондарев | кузен с галстуком      |

## Создание
Идею о киноадаптации водевиля «Соломенная шляпка» в разговоре с Рене Клером подал Марсель Л’Эрбье, но возможность реализовать этот проект режиссёру удалось далеко не сразу, хотя он и думал о воплощении этой идеи в кино. После малоудачной картины «Добыча ветра», поставленной в 1927 году на «русской» студии «Альбатрос», её руководитель Александр Каменка предложил Клеру подумать о другой постановке. Тот вспомнил о «Соломенной шляпке» и после не слишком удачных предыдущих опытов в жанре фантастической и феерической комедии решил обратиться к новой для него области — постановке реалистической комедии драматургического дуэта Лабиша—Мишеля. При этом первоначально предложение экранизировать водевиль не вызвало у него особого восторга.
При работе над сценарием фильма (шестьсот планов), который Рене Клер создал за неделю, он старался написать его так, как, по его мнению, это сделали бы сами авторы водевиля, если бы им было известно о существовании кино и «если бы они хотели на основе этого милого сюжета сделать фильм, а не театральную постановку». В качестве одной из основополагающих задач при работе над сценарием Клер определил для себя верность духу литературного первоисточника, что для него было важней, чем сохранение его театральной формы.

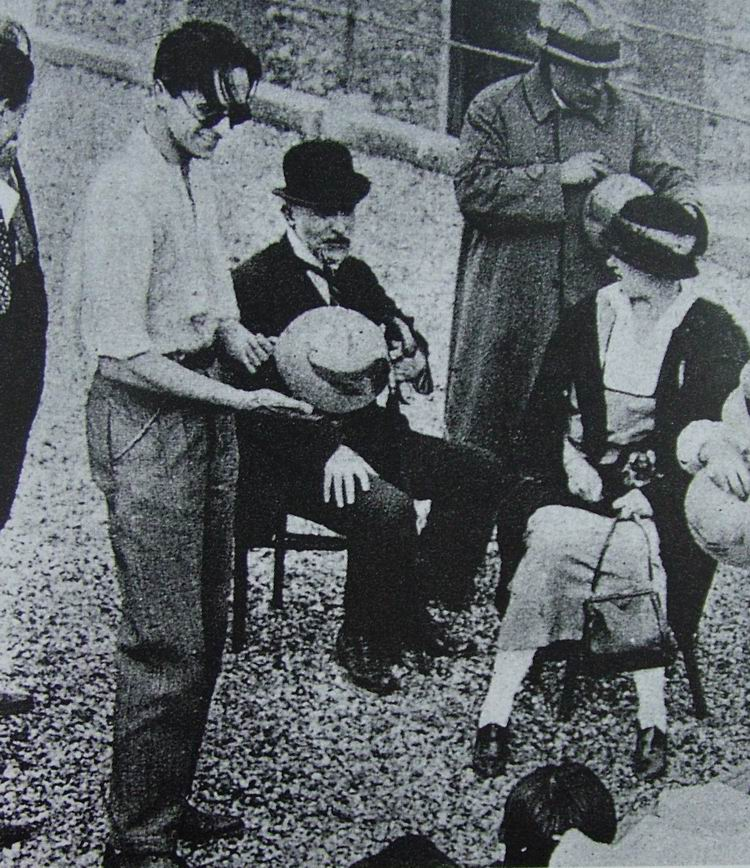
Рене Клер и Эрик Сати на съёмках фильма «Антракт» (октябрь 1924)

По наблюдению Жоржа Садуля, само обращение Рене Клера к знаменитому водевилю и к театру в целом в то время, когда многие режиссёры и он сам ещё настороженно относились к смешению театра и кино (см. «Le Film d’Art»), а также после его предыдущих авангардистских опытов (см. «Антракт») было не случайно, а соответствовало его эстетическим устремлениям и характеру: «Театр (театр Эжена Лабиша) позволил этому кинематографисту понять самого себя, столкнув его с проблемами, разрешить которые могло только говорящее кино». В этой связи можно вспомнить, что Клер (наряду с другими крупными кинематографистами) некоторое время, в качестве журналиста и теоретика кино, в целом выступал против звукового кинематографа, опасаясь, что экран заполонит театральный диалог и фильм превратится в своего рода разновидность спектакля. Кроме того, отмечается, что Рене Клер, в отличие от других выдающихся кинорежиссёров (например, Жан Ренуар), сумел найти свой индивидуальный стиль и реализовать свой потенциал ещё в эпоху немого кино.
При обдумывании концепции фильма Клер пришёл к выводу, что буквальная киноадаптация театральной пьесы, насыщенной яркими диалогами, при создании немого фильма в данном случае не представляется возможной, так как в большинстве экранизаций комедий слово, реплика актёра продолжали играть важнейшую роль. Следует отметить, что французский режиссёр был противником злоупотребления титрами, которые вредят восприятию фильмов, и в особенности это касается комических картин:
Я хотел остаться верен духу произведения, то есть самому главному, а не сценической его форме. Я попытался написать сценарий фильма так, как, мне кажется, его написали бы Лабиш и Мишель, если бы они предназначали свое произведение для экрана, а не для сцены.
 Исходя из этих соображений автор фильма постарался минимизировать применение интертитров и передать остроумные диалоги в серии индивидуальных аксессуаров и мимических сцен, заимствованных у Лабиша и других французских мастеров водевиля.
Другим важнейшим решением фильма является перенос время действия с середины XIX века на его конец, что было вызвано пониманием того, что сравнительно менее отдалённые события «белль эпок» способны в большей степени вызвать смех зрителя, получив отклик в зале, чем хронологически и культурно далёкие события, обстановка, манера поведения и. т. д. эпохи Второй империи.
Фильм вышел на экраны в январе 1928 года и пользовался значительным успехом. В 1952 году по просьбе режиссёра композитор Жорж Делерю написал музыкальное сопровождение к фильму.

## Художественные особенности
По мнению Жоржа Садуля, режиссёр, приступив к постановке «Соломенной шляпки», в первую очередь увидел в ней «погоню-преследование», которая напомнила дорогие ему кинематографические «довоенные примитивы»: «Отказавшись от дешёвой живописности кринолинов, он воспроизвёл на экране моды 1900 г., сдвинув, таким образом, время действия на добрую четверть века».
По мнению биографа режиссёра В. И. Божовича, в водевиле Лабиша режиссёр нашёл родственные темы, которые соответствовали его собственным художественным устремлениям: «комизм, основанный не столько на словах, сколько на положениях и на ритме». По его мнению, Клеру удалось воплотить на экране ту сторону комедий Лабиша, которая зависит не столько от остроумия диалогов, сколько от темпа и ритма персонажей буржуазного мирка, которые уверены в том, что он «не то что лучший, а вообще единственно возможный из миров!». При этом режиссёру удалось показать в картине их своеобразное «суетливое, мельтешащее движение» преобразуя его в кинематографические ритмы, не прибегая к таким прямолинейным средствам, как ускоренная или замедленная съёмка, что определялось внутренним темпом фильма — темпом жизни персонажей и характером их реакций. По мнению того же автора: «Комизм фильма возникает не потому, что кто-то извне деформирует изображение, а потому что персонажи действуют и реагируют естественным для них образом».
По мнению Леона Муссинака, киноведа с левыми взглядами, в этом фильме режиссёр высмеивал нравы «Прекрасной эпохи», подчеркнув устаревшее и смехотворное с помощью декораций и костюмов, выполненных под конец XIX века, и игры актёров, напоминавшей довоенные фильмы. По его мнению, Рене Клер сумел творчески перенести на экран «все мании, странности и крайности мелкой буржуазии конца века, создав пародию на произведение, пользовавшееся в своё время успехом, так как оно само служило карикатурой Духа и обычаев эпохи». Менее категоричен в этом отношении Пьер Лепроон: по его мнению, первая часть ленты, в которой показываются приготовления к свадьбе, действительно может быть воспринята как сатира на буржуазные условности, но, по его наблюдению, на самом деле ирония здесь лишена малейшей язвительности, так как мир, показываемый режиссёром, представляет собой «мир наивных персонажей и чувств, отживающих свой век в атмосфере, которая, подобно поблёкшим цветам, не лишена своей прелести». Также, по его замечанию, «Соломенная шляпка» построена в нарастающем ритме, в связи с чем её комизм постепенно эволюционировал от мягкой сатиры к шуточной балетной погоне и эти две стороны делают картину фактически первым произведением в самобытном стиле Клера, но при этом фильм в ещё большей мере, чем даже «Антракт», подвержен различным влияниям.
При обрисовке персонажа Клер, не прибегая к карикатурным преувеличениям, выделяет у него какую-либо одну характерную комичную черту, а потом удаляет всё лишнее, не служащее при такой стилистике достижению комедийного эффекта. Несмотря на то, что этот приём уже присутствовал у Лабиша и его современников, режиссёр пользуется им с продуманной изобретательностью и при этом: «Порой предмет у него совершенно подменяет человека». Аналогичную роль в характеристике героев фильма играют их повторяющиеся жесты: Фадинар бежит, при этом неизменно кланяясь и расточая улыбки направо и налево, воинственный офицер сжимает кулаки и выпячивает грудь, его возлюбленная беспрестанно падает в обморок, слуга открывает двери в самый неподходящий момент, глухой дядюшка Везине встряхивает засорившуюся слуховую трубку и т. д.: «От многократного повторения обыденные жесты утрачивают свой реальный смысл, становятся пустыми и лёгкими, приобретают условное значение танцевальных па. Бытовые комические сцены разыгрываются, как балет». Также неоднократно звучали оценки персонажей фильма, сравнивающие их с марионетками. Получил известность финальный эпизод картины, решённый как танец «кадриль-лансье», который танцуют счастливые герои фильма, и выполненный на высочайшем кинематографическом уровне по своему ритму и монтажу. Также заслуживает внимание тот факт, что Рене Клер применял в этом фильме и свой авангардистский опыт, в частности используя некоторые элементы сюрреализма.

## Критика
Жорж Садуль сравнивал киноязык и эстетику картины с родственными по духу постановками Жоржа Мельеса или Чарли Чаплина, а сам фильм, по его мнению, смотрелся как «ироничный, элегантный балет с отточенными движениями, вышитый на канве изобретательной интриги и полный комических взрывов». По его оценке, успех фильма был скорее художественный, чем коммерческий, но он продемонстрировал о достижении тридцатилетним художником творческой зрелости , а встреча с Лабишем определила темы и стиль его кинематографического наследия.
Леон Муссинак, разбирая особенности картины, характеризовал комизм Рене Клера как «комизм, действующий рикошетом». Несмотря на увлечение режиссёра американским кино (Мак Сеннет, Чарли Чаплин, Гарольд Ллойд и др.), Муссинак, как и другие критики, отмечал яркую индивидуальность его стиля, отличающегося от комедийной манеры подачи материала американскими кинематографистами. Так, сравнивая «Соломенную шляпку» с такой успешной лентой Гарольда Ллойда как «Ради бога!» (букв. «По воле небес», 1926), французский киновед отмечал, что американский режиссёр, обладающий острой наблюдательностью и прекрасным чувством и техникой комического жанра, «добивается своей цели несколько элементарными средствами», но делает это наверняка. В то время как у Клера комический эффект достигается за счёт «особой трактовки сюжета», посредством иронической стилизации материала.
По мнению киноведа Брагинского А. В., такие две последовательно снятых Рене Клером ленты, созданные на основе водевилей, как «Соломенная шляпка» (1927) и «Двое робких» (1928), являются вершиной его творчества в немой период: они не просто создали ему мировую славу, но и стали основополагающими при формировании его оригинального комедийного стиля во французской кинематографии.
Пьер Лепроон, отмечая, что в этом фильме в полной мере проявилось своеобразие индивидуального почерка молодого поэта, ставшего кинематографистом, и особая атмосфера, которая царит в его творчестве, отличном от мира технических новшеств, как у Жана Эпштейна, Абеля Ганса и Марселя Л’Эрбье, писал, что по режиссёрскому почерку кинотрюки Рене Клера гораздо ближе к Жоржу Мельесу, с которым «его роднит лукавая ирония, воображение, окрашенное фантастикой, пристрастие к марионеткам иллюзиониста», чем к манере и приёмам его современников.
Резко против художественной ценности фильма выступал критик Жак Лурсель, по мнению которого само создание комедийного фильма (пусть даже в период немого кино) на основе водевиля Лабиша со стороны французских режиссёров было бы вполне органично, при этом сами ситуации, содержащиеся в пьесе, могли бы загладить отсутствие диалогов:
Увы, взялся за эту задачу Рене Клер. Не обладая ни одним из достоинств Лабиша, он иллюстрирует — и уродует — его сюжет последовательностью совершенно статичных сцен, ужасно повторяющихся и лишённых мало-мальской изобретательности в движениях и работе с актёрами. Ни следа юмора или сатиры; ни единого намека на забавную, безумную и слегка абсурдную суматоху.
К достоинствам картины Лурсель относит тщательно выполненные декорации Лазара Меерсона и костюмы, с едва различимым налётом сатиры, которые местами придают фильму облик симпатичной гравюры из журнала мод. По его мнению, в этом фильме также удивляет полная неспособность режиссёра придать персонажам хоть какие-то индивидуальные черты: «Приходится признать, что этот дутый шедевр так скучен, что сводит скулы». Тот же автор выделяет из всего фильма лишь два небольших эпизода, по своему характеру отличных от общей стилистики фильма, сновидческих и субъективных по своей сути, в которых всё же присутствует некая «смутная авторская оригинальность и стремление к сюрреализму». В первой из них Фадинар, находясь далеко от своей квартиры, представляет, какой погром в этот момент устраивает в ней лейтенант Тавернье. В этот момент на экране показывается, как в замедленной и в ускоренной съёмке предметы мебели вылетают из окон или через парадную дверь, а затем обрушивается часть здания (этот кадр почти напоминает фильмы Бунюэля). Позднее, во втором эпизоде, построенном на использовании флешбэка, Фадинар пересказывает Бопертюи свои злоключения (те, что были представлены в реальном времени в первой части фильма): «Теперь он ведёт рассказ, стоя на сцене перед расписанным холстом, в стиле набивших оскомину комедий того времени. Это — лучшая придумка во всём фильме».
Критик Клод Бейли, который в целом невысоко оценивал творчество Рене Клера, значение стиля которого, по его мнению, было чрезмерно раздуто завышенными оценками историков кино, относил этот фильм к несомненным удачам режиссёра, добившегося в нём значительного успеха, и характеризовал его как «комедию-балет».

## Рецепция
Эта картина оказала в дальнейшем влияние на сценические воплощения водевиля «Соломенная шляпка». Так, Жан Дасте и Леон Барсак использовали некоторые режиссёрские находки Клера при оформлении постановки водевиля на сцене театра «Ателье» (фр. Théâtre de l'Atelier). Косвенное влияние ленты признавал Жан-Луи Барро при постановке одной из комедий Жоржа Фейдо. Также график Раймон Пейне в своих иллюстрациях к изданию «Соломенной шляпки» 1943 года был вдохновлён образами и типажами персонажей фильма Рене Клера, которые к тому времени стали уже в известной мере классическими. Упоминания об этом фильме можно найти и в художественной литературе. Так, Генри Миллер в своём полуавтобиографическом сборнике «Этот прекрасный мир» вспоминая о «замечательных кинокартинах», которые он видел, называет этот фильм Рене Клера, а в романе «Волхв» английского писателя Джона Фаулза протагонист Николас Эрфе в кинотеатре на показе «бессмертной „Соломенной шляпки“» знакомится с девушкой Джоджо.